# ミシシッピーマッドパイ
ミシシッピーマッドパイ(Mississippi mud pie)は、チョコレートを使ったデザートのパイであり、ミシシッピ州が起源であると考えられている。

## 概要
砕けやすいチョコレートの生地の中にネバネバしたチョコレートのフィリングが詰められ、通常アイスクリームとともに提供される。ミシシッピーマッドパイは、もともとアメリカ南部の料理であったが、現在ではアメリカ全土で食べられている。
「ミシシッピーマッドパイ」という名前は、密度の濃いパイ生地がミシシッピ川の土手に似ていることから名づけられた。どこのスーパーマーケットでも手に入るようなシンプルな材料から作られており、特殊な調理器具も必要としないため、第二次世界大戦後に家庭料理として発明されたと考えられている。